# Logierhaus Worpswede
Das Logierhaus Worpswede, Lindenallee 3 im Zentrum der niedersächsischen Gemeinde Worpswede, wurde im letzten Drittel des 20. Jahrhunderts gebaut. Aktuell (2025) wird es als Geschäftsstelle der Kulturstiftung Landkreis Osterholz genutzt.
Das Gebäude in einer Gruppe (mit Kaffee Worpswede, Große Kunstschau und Logierhaus) steht unter Denkmalschutz (siehe auch Liste der Baudenkmale in Worpswede).

## Geschichte und Beschreibung
Worpswede im Teufelsmoor wurde 1218 erstmals als Besitz des Klosters Osterholz erwähnt. 1889 entstand die Künstlerkolonie Worpswede mit prominenten Mitgliedern wie Otto Modersohn (1865–1943) und Paula Modersohn-Becker (1876–1907). 1914 zog Bernhard Hoetger in den Ort.
Das eingeschossige verklinkerte leicht geschwungene Gebäude in Backstein mit Flachdach wurde 1926 nach Plänen von Bernhard Hoetger im Stil der Neuen Sachlichkeit als Ergänzung der Kunstschau gebaut. Die Fassaden wurden sparsam mit unregelmäßigem Backsteindekor gestaltet. Das Haus ist mit dem Museum und dem Café über einen niedrigen Zwischentrakt verbunden. Das neben der Großen Kunstschau errichtete Gebäude war bis 1978 ein einfaches Gästehaus. Von 1982 bis 2004 wurde das Gebäude als Artothek genutzt, wobei dort auch Ausstellungen stattfanden. Nach der Sanierung von 2007 dient es als Geschäftsstelle der Kulturstiftung Landkreis Osterholz.
Das Landesdenkmalamt befand u. a.: „Bei dem […] ‚Logierhaus‘ handelt es sich um den schlichtesten Bau des Ensembles, der Anklänge an Formen der Neuen Sachlichkeit aufweist.“
Hoetger prägte die Architektur des Ortes.und entwarf in Worpswede das Landhaus Brunnenhof (1914), den Niedersachsenstein (1921), die Töpferei (1921), die Kunsthütte (1921), Haus Hoetger (1922), das Kaffee Worpswede (1925), das Logierhaus (1926) und die Große  Kunstschau (1927).